# Крістіна Юлленшерна

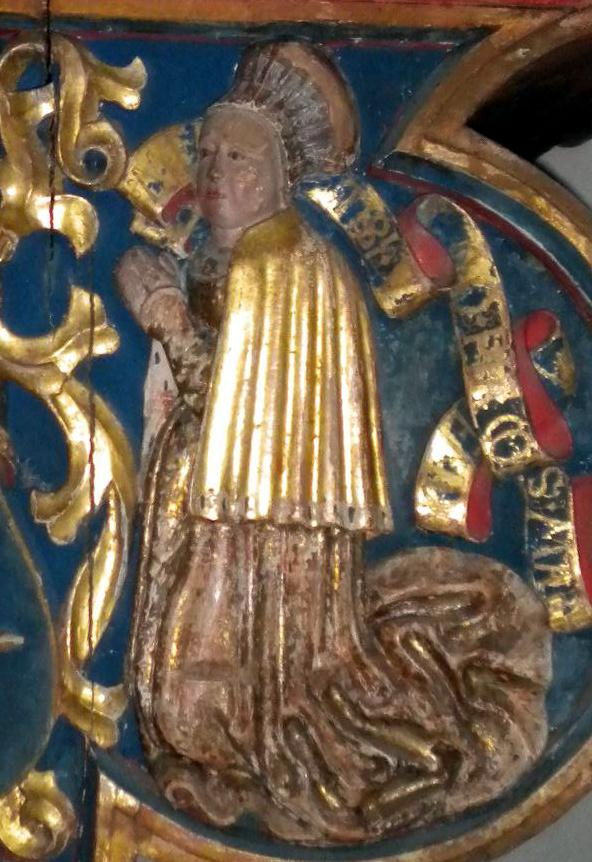
Крістіна Нільсдоттер Юлленшерна (1494—1559), скульптура XVI століття біля вівтаря Вестероського собору.

Крістіна Нільсдоттер Юлленшерна з Фогельвіка (швед. Kristina або Kerstin: 1494 — січень 1559, замок Гернінгсгольм) — шведська шляхтянка, дружина шведського регента Стена Стуре Молодшого, а після смерті свого чоловіка — очільниця шведського опору проти Крістіана II Данського. За життя її просто називали Фру Крістіна («пані Крістіна»), але вона була відомою в історії як Крістіна Юлленшерна через назву шляхетського роду, до якого вона належала.

## Раннє життя
Крістіна Юлленшерна народилася в сім'ї риксрода Нільса Ерікссона (Юлленшерни), власника замку Тулльгарн (у данській транскрипції — Нільса Еріксена, а згодом історики прозвали його Юлленшерною) і Сіґрід Ескільсдоттер (Банер) з Веннгарну, власниці Ліндгольму. Вона була правнучкою короля Швеції Карла VIII через свою бабусю по батьковій лінії, принцеси Крістіни Карлсдоттер Бунде (1432—1493/1500), власниці маєтку Фогельвік, на честь якого була названа. Її дід Ерік Еріксен з Демструпа («Ґюльденштьєрне») походив із Данії, але під час боротьби за владу між Данією і Швецією, двома формально об'єднаними частинами Кальмарської унії, він вступив у союз зі шведським претендентом Карлом VIII, який одружив його зі своєю дочкою й призначив дротсом при своєму дворі. У результаті другого шлюбу матері Крістіна стала зведеною сестрою Сесілії Монсдоттер з Еки і, таким чином, тіткою по материнській лінії майбутнього короля Густава I.
Спершу Крістіна була заручена з Нільсом Єддою (пом. 1508), губернатором Кальмара та Люки, але шлюб так і не відбувся через його смерть. 16 листопада 1511 року в Стокгольмі вона вийшла заміж за сина шведського регента Сванте і племінника свого колишнього нареченого Стена Стуре Молодшого. З ним вона мала п'ятеро дітей: Нільс (1516—1528), Іліана (1514), Магдалена (1516—1521), Сванте Стенссон Стуре (1517—1567), Анна (1518) і Густав (1520—1520).

## Правління Стена Стуре
У 1512 році Стен Стуре змінив свого батька як обраний регент Швеції після його смерті. Протягом цього періоду Данія, Норвегія та Швеція формально входили до Кальмарської унії через персональну унію під керівництвом короля Данії, але насправді Швеція була фактично незалежним королівством під керівництвом «Регентів» (шв. riksföreståndare) місцевих вищих шляхтичів, яких обрали правити країною.
Обрання Стена Стуре регентом не обійшлося без спротиву. Після смерті батька Стену було 18 років, і Рада спочатку обрала регентом верховного радника Еріка Тролле, який підтримував союз з Данією. Однак Стен використав замки та війська, надані йому його покійним батьком, і взяв владу в результаті державного перевороту. Він обіцяв продовжити переговори з Данією і Вища рада прийняла його регентом замість Тролле. Насправді метою лорда Стена було зберегти Швецію незалежною від Данії. Ім'я Стуре він узяв від своєї прабабусі, тому що воно символізувало незалежність Швеції як нагадування про Стена Стуре Старшого, троюрідного брата його батька.
Вже в 1504 році регент Стен був запропонований як кандидат на виборах нового короля Швеції на заміну Югану, королю Данії, який був обраний королем Швеції в 1497 році, але був скинутий звідти в 1502 році. Після смерті Югана в 1513 році було знову запропоновано обрати королем Швеції регента Стена, а не сина Югана, Крістіана II Данського, і Стен готувався до проведення виборів, у тому числі шукав підтримки у папи.
Вважається вірогідним, що Крістіна брала участь у державних справах і виступала політичною радницею свого чоловіка, враховуючи її пізнішу роль. Насправді Стен і Крістіна вже правили як король і королева Швеції: до 1519 року Педер Монссон, єпископ Вестероса, висловив своє здивування в листі з Риму до абатиси Анни Ґермундсдоттер з абатства Вадстена, що Стен ще не був коронований, а в сучасній Стокгольмській хроніці Крістіна згадується як «Наша милосердна принцеса». Своїми амбіціями вони стали природними ворогами короля Данії Крістіана II, амбіція якого полягала в тому, щоб бути обраним королем Швеції і тим самим знову зробити Швецію частиною Кальмарської унії на практиці, а не лише назви.

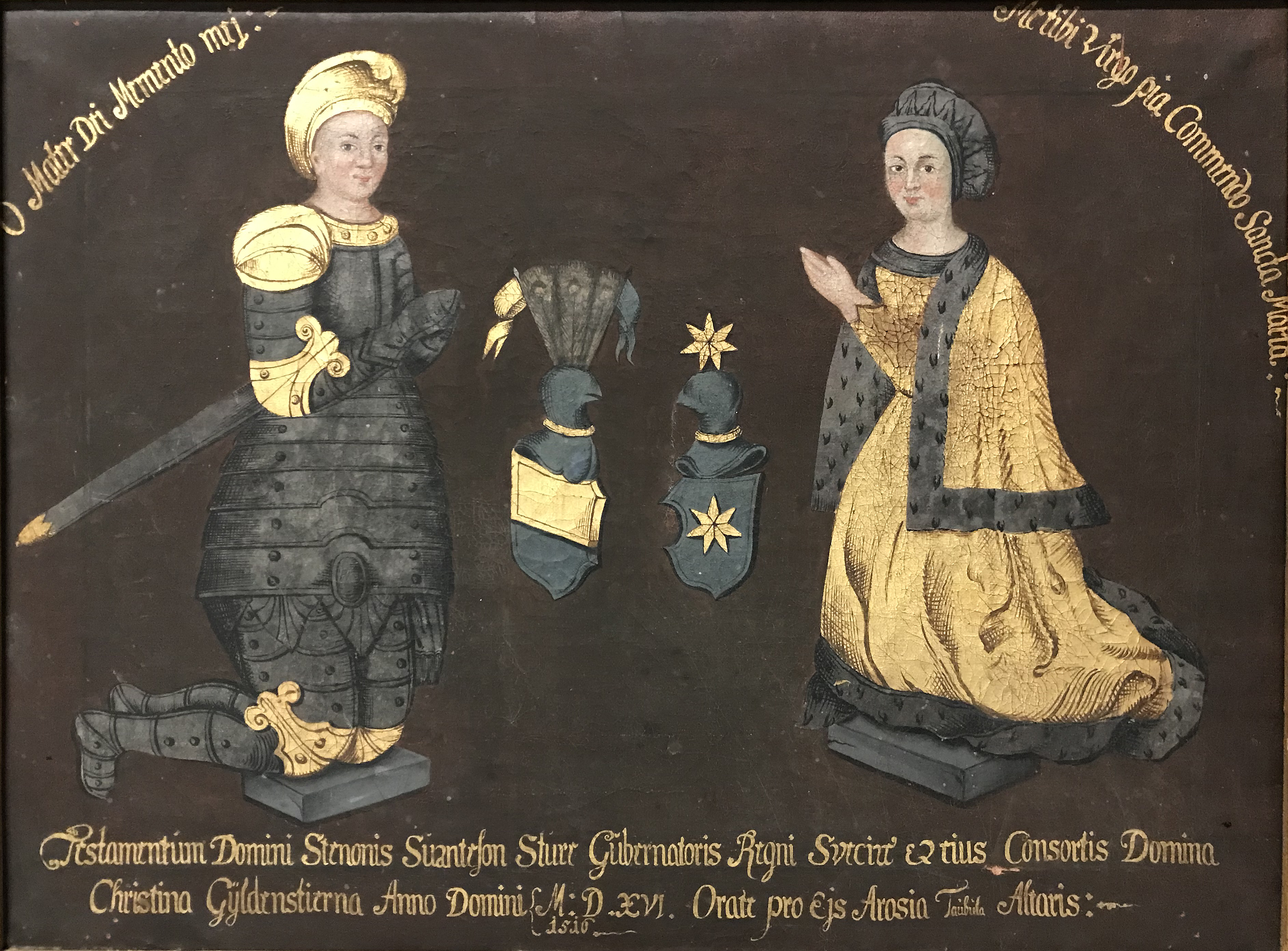
Ґілленстієрна (праворуч) і її чоловік на портреті того часу

Стен вступив у конфлікт з архієпископом Густавом Тролле, сином його попереднього суперника Еріка Тролле. Архієпископ вимагав більшої автономії для церкви. У 1516 році Стен взяв в облогу Стакет, фортецю архієпископа Тролле, і коли Стакет був узятий наступного року, Стен розібрав фортецю, Тролле взяв у полон, ув'язнив і скинув з посади архієпископа. Зміщення архієпископа призвело до відлучення Стена Стуре від церкви папою, який підтримав Крістіана II у його планах проти Стена Стуре. На Новий рік 1520 року Крістіан II вторгся до Швеції.

## Захисник Стокгольма
19 січня 1520 року регент Стен був смертельно поранений у битві при Богесунді. Леді Крістіна стала лідером партії Стуре і захисником прав свого сина. Вона взяла на себе командування містом і замком Стокгольма від імені свого неповнолітнього сина і заручилася підтримкою більшості селян і міщан. Командувачі найважливіших фортець королівства присягнули їй на вірність. Це були замок Вестерос, замок Нючепінг, замок Кальмар, а також провінція Фінляндія. Однак їй не вдалося заручитися достатньою підтримкою з боку знаті: «Дехто висловив свою волю воювати за дітей лорда Стена, тоді як одна сторона дала суворість тепер леді Крістіні, вдові лорда Стена, з містом Стокгольм і тих її послідовників, і часто писав їм, щоб вони об'єдналися і чинили опір ворогу, хоча такі листи не розглядалися». 6 березня 1520 року кілька членів Таємної ради Швеції підкорилися Крістіану II, обравши його королем Швеції в Упсалі. Селянство центральної Швеції, збуджене її патріотизмом, кинулося до зброї та розгромило данських загарбників при Балундсасі 19 березня і лише з великими труднощами було остаточно розбито в кривавій битві при Упсалі 6 квітня.
Наприкінці травня прибув данський флот, і місто Стокгольм було обложено на суші та на морі данцями під керівництвом Крістіана II. Незадовго до цього Крістіні вдалося відправити свого старшого сина, семирічного Нільса Стенссона Стуре в безпечне місце в Данціг у Польщі з посланником на чолі з канцлером родини Стуре Педером Якобссоном (Sunnanväder). Це було зроблено для того, щоб вести переговори з Сигізмундом I Старим і Ганзейським союзом про підтримку Данії. У своєму посольстві в Данцігу вона заявила, що керує королівством до тих пір, поки її сини не досягнуть повноліття і не зможуть очолити регентство. Вона мала підтримку з боку стокгольмських бюргерів, які називали її своєю принцесою. Леді Крістіна взяла на себе командування і міцно трималася в Стокгольмі, в той час як другим оплотом Швеції, Кальмаром, командувала і захищала вдова його губернатора Анна Еріксдоттер (Більке).
7 вересня 1520 року, після чотирьох місяців облоги, Крістіну переконали капітулювати в обмін на лист про амністію. У листі про амністію, виданому Крістіаном II, амністія найбільш явного і абсолютного характеру була вилучена для самої Крістіни, її померлого чоловіка та всіх їхніх послідовників за всі акти опору проти самого Крістіана II, його батька короля Югана та його діда, незважаючи на всі дії проти єпископа Тролля. Особисто Крістіна отримала замок і повіт Хяме і регіон Кухмо у Фінляндії, замок Гернінгсгольм у Седерманланді та маєток Ексйо в Смоланді.

## Стокгольмська кривава лазня
1 листопада Крістіан II був проголошений королем Швеції Крістіаном I, а 4 вересня відновленим архієпископом Густавом Тролле коронував його Сторкіркані. Після коронації відбулися триденні урочистості, в яких була шведська знать, під час яких він з Крістіною танцював на балу.
7 листопада король Крістіан скликав шведську знать на зустріч у тронному залі Стокгольмського замку. Коли збори відкрили, двері були зачинені й охоронялися, і архієпископ Тролле звинуватив Крістіну, її матір, її покійного чоловіка та послідовників Стуре в переслідуваннях та вимагав компенсації та покарання. Леді Крістіна виступила вперед і вказала на той факт, що звільнення єпископа Тролле було рішенням, ухваленим об'єднаним парламентом: усі підписали законопроєкт про відставку, поклавши відповідальність на всю сферу і унеможлививши звинувачення та покарання окремої особи за вчинок. Крім того, амністія, надана королем як термін для її капітуляції, унеможливила для короля покарання за їхні дії проти нього та його послідовників. Вона заявила, що є підтвердження тому, що там був протокол із зборів 1517 року, коли було вирішено відсторонити Тролле: документ з підписами потім був представлений королю. Через амністію шведи тепер вважали справу вирішеною. Однак Крістіан знайшов лазівку, яку шведи не помітили. Раніше Дідрік Слагек і Йенс Андерсен Бельденак порадили йому не тримати свого слова єретикам, він заявив, що зняття з посади архієпископа є злочином проти церкви, і що монарх не має юрисдикції прощати когось за єресь. Фактично це означало, що король міг фактично стратити учасників повстання проти нього, незважаючи на амністію, засудивши їх церквою за єресь, а не звинувачувати їх у державній зраді світським судом. Це призвело до сумнозвісної Стокгольмської кривавої лазні для послідовників Стена Стуре.
Брати Крістіни лорд Туллгарна Ерік Нільссон та Ескіл Нільссон, її дядько по материнській лінії та її шурин були страчені шляхом обезголовлення, як і багато інших послідовників шведської партії Стуре. Рештки її чоловіка були ексгумовані і спалені публічно на вогнищі як тіло єретика, як і рештки її молодшого сина Густава. Її мати Сігрід стала єдиною жінкою, засудженою до страти: вона була засуджена до потоплення, але уникла страти, передавши своє майно королю. Сама Крістіна не була страчена. Король Крістіан попросив її вибрати, який спосіб страти вона віддає перевагу, і попросив її вибрати між спаленням на вогнищі чи похованням живцем. Зіткнувшись з цим вибором, вона не змогла відповісти і з жаху знепритомніла. Крістіан порадили врятувати її життя, і жодна з цих альтернатив не була здійснена. Щоб врятувати своє життя, вона поступилася Крістіану значною частиною свого майна. Король заявив, що вона «тепер мертва для світу, бо її судять, як і інших, за єресь».
Однак данському правлінню в Швеції загрожував її племінник Густав Ваза, який незабаром став лідером Шведської визвольної війни. Навесні 1521 року Крістіна та її зведена сестра Сесілія (матір Густава) були змушені написати Густаву Вазі, намагаючись переконати його здатися Данії.

## Данія
Крістіна перебувала в полоні в Стокгольмському замку до серпня 1521 року, після чого її дітей, матір і, нарешті, її саму перевели в сумнозвісний Блатярн («Блакитна вежа») Копенгагенського замку. Разом з її робиною була велика кількість інших жінок і дітей, пов'язаних зі страченими в Стокгольмській крововій лазні, серед них її зведена сестра Сесілія та племінниці Емерентія та Маргарета. Там у вересні до них приєдналася сама Крістіна та її дочки.
У хроніці Пер Браге Старшого описується полон шведських шляхтанок у Данії: «Вони були дуже обмежені у їжі та питті [. . . ]. Навряд чи щодня їм давали достатньо, щоб зберегти своє життя, але вони працювали, щоб бути нагодованими»: Король Швеції Густав I використовував їхнє поводження в полоні у своїй пропаганді проти Крістіана II і стверджував, що данський монарх морив голодом жінок і дітей, які вижили лише з милості, яку виявлила до них королева Данії Ізабелла Австрійська. Якою б не була ця правда, підтверджується, що багато ув'язнених жінок і дітей померли, серед них дочка Крістіни Магдалена, зведена сестра Сесілія і племінниця Емерентія, хоча причиною смерті названо чуму, якою в цей час називалося кілька різних захворювань. Однак одне джерело стверджує, що Крістіна, на відміну від інших заручників, була ув'язненою не в Блакитній вежі, а в Калундборзі, де, як підтверджується, вона перебувала принаймні, коли шведський король пізніше вів переговори про її звільнення.
Після приблизно двох років ув'язнення політична ситуація змінилася. У січні 1523 року Крістіан II був скинутий Фрідріхом I Данським, а племінник Густав I шведський, відібрав Стокгольм у данців як лідер Шведської визвольної війни і був обраний королем незалежного королівства Швеції. Влітку 1523 року король Густав через Ганзейський союз подав до Фрідріха I заяву про її звільнення. У той момент Крістіна примирилася з єпископом Густавом Тролле в Роскіле.

## Боротьба за владу з Густавом I

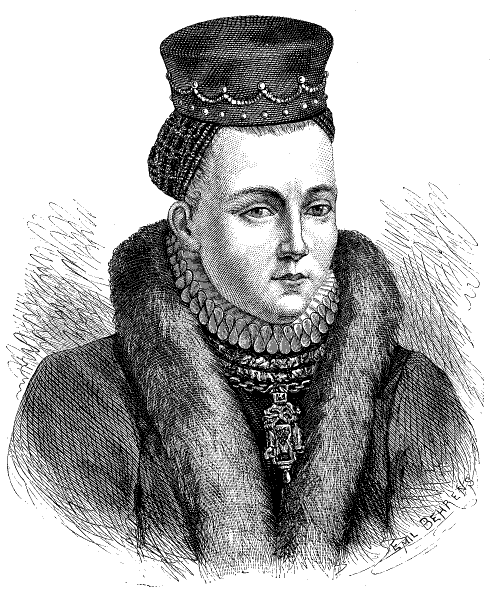
Портрет Крістіни Юлленшерни роботи Еміля Беренса, опублікований у шведському журналі «Svenska Familj-Journalen» близько 1880 року. Цю роботу не вважають достовірною її подобою.

У січні 1524 року Фрідріх I Данський погодився звільнити шведських дворянок, ув'язнених у Блакитній вежі. Крістіна Ґілленстієрна була звільнена, і підтверджено, що вона була в Швеції 28 січня того ж року: вона повернулася в компанії своєї матері та старшого сина Нільса, а її молодший син Сванте залишився в Данії, щоб закінчити навчання. На зустрічі в Лінчепінгу вона помирилася зі своїм колишнім політичним радником, єпископом Гансом Браском.
Влітку 1524 року мер Ростока та данська рада повідомили короля Густава, що Крістіна планує вийти заміж за Сорена Норбі, великого адмірала Данії та послідовника скинутого данського короля Крістіана II, в обмін на те, щоб Норбі використав свій флот і військові знання. щоб допомогти їй завоювати шведський трон для свого сина. Ці плани вважалися загрозою як новому данському монарху Фрідріху I, так і королю Густаву. Густав підозрював, що завдяки допомозі вона була змушена повірити, що «вона та її діти прийдуть керувати королівством». Він вважав, що «леді Крістіна та її партія та послідовники, які намагаються винагородити такими злими підступами та зрадою всю доброту та добрі вчинки, які ми […] показали їм».
У березні відбулося перше повстання Далекарліанців, організоване Кнутом Мікельссоном і колишнім канцлером Крістіни Педером Якобссоном (Суннанвадер), які прославили правління родини Стуре на відміну від правління Густава Вази. Повідомляється, що повстанці зв'язалися з Сореном Норбі, якому того ж місяця Крістіан II пообіцяв бути його губернатором у Швеції, якщо він скине короля Густава. У квітні ходили чутки, що Норбі прямував до Блекінге з флотом, після чого він почав атаки зі своїм флотом зі своєї бази на Готланді. Король Густав послав Беренда фон Мелена, одруженого зі своєю родичкою Маргаретою і губернатором замку Кальмар, для боротьби з Норбі. Однак фон Мелен порушив свою вірність королю і вступив у союз із Сереном Норбі, у зраді, в якій король звинуватив свою родичку Маргарету фон Мелен. Невдовзі після цього Крістіна відправила свого сина Нільса до фон Мелена в замок Кальмар, і, очевидно, вважалося, що фон Мелен допоможе Нільсу об'єднатися з Норбі. За кордоном припускали, що Сорен Норбі та Беренд фон Мелен разом підкорять Швецію, оскільки у Швеції вони «дуже пов'язані через своїх дружин». У цей момент подружжя фон Мелен виїхало до Німеччини, залишивши Нільса і гарнізон в Кальмарі, який був обложений військами Густава I, а сама Крістіна, схоже, була заарештована. У травні далекарліанські повстанці дорікали королю Густаву в тому, що він ув'язнив Крістіну та вигнав її сина Нільса з країни і вимагали свободи для Крістіни.
Однак 20 липня 1525 року повстання було придушене після перемоги короля Густава при облозі Кальмара, коли Нільс, син Крістіни, потрапив у полон. Коли Норбі вів переговори про те, щоб підкорити свою лояльність новому королю Данії Фрідріху I, однією з його вимог було отримати допомогу від Фрідріха I, щоб забезпечити звільнення Крістіни з в'язниці Густава.
У листопаді 1525 року Крістіна і король Густав I помирилися на зустрічі у Вадстені, коли Крістіна заявила, що ніколи не планувала вийти заміж за Сорена Норбі і що подарунки на заручини, які вона надіслала йому, були лише подарунками вдячності, тому що він допомагав їй та її дітям звільнитися з полону в Данії. У листі від Вадстени від 29 грудня вона заперечувала, що коли-небудь думала про шлюб із Сореном Норбі. Того ж місяця король Густав I заявив, що Крістіна мала вийти заміж за свого двоюрідного брата Ріксрода Юхана Турессона Тре Розора, володаря Фалуна, ріксрода і губернатора Нічепінгу (149?-1556): вони були офіційно заручені на Різдво Христове 1526 і одружилися в замку Ліндхольмен, Вестерґетланд, влітку 1527 року. Її другий шлюб, ймовірно, був організований королем, щоб нейтралізувати Крістіну політично, тому вона більше не матиме престижу бути «вдовою Стена Стуре» та лідером партії Стуре, а дружиною вірного родича короля. Від другого шлюбу у неї народився син Густав Йоханссон. Ерік XIV зробив Сванте графом Вестервіка і Стегехольма, а в той же час зробив Густава графом Енчепінга (згодом змінився на графство Богесунд).
В офіційній хроніці короля стверджується, що старший син Крістіни, Нільс, помер у рік повторного шлюбу його матері. У 1527 році, однак, спалахнуло друге повстання Далекарліан проти запровадження Густавом протестантської Реформації в Швеції, і лідером повстання був так званий Дальюнкерн («Юнак з Даларни»), який стверджував, що він Нільс Стуре, 15-річний старший син Крістіни. Сучасні дослідження показують, що Дальюнкерн справді був Нільсом, сином Крістіни. Густав переміг повстанців, і Дальюнкерн втік до Норвегії, а потім до Німеччини, де був заарештований у Ростоку. У серпні 1528 року король Густав наказав Крістіну зробити офіційну заяву про те, що Дальюнкерн не був її сином. Щоб стратити Дальюнкерна, Густав I доручив Крістіні написати заяву, в якій вона заявила, що з усіх синів, які вона мала від регента Стена, єдиним сином був Сванте. Збережені документи свідчать, що перша версія листа Крістіни була написана ретельно і вона звернулася до влади Ростока з проханням відправити особу, яка стверджує, що він Нільс, до Швеції для допиту: в остаточній версії листа, який зрештою було надіслано, вона повідомила, що він був злодієм і самозванцем і вимагала, щоб його стратили на місці. Вважається ймовірним, що вона написала листа під тиском.

## Пізніше життя
Відносини між Крістіною та королем Густавом були описані як дещо напружені. Після смерті матері в 1527 році Крістіна і Густав опинилися втягненими в конфлікт через її спадок, який не був вирішений до 1550 року. Під час Вестготського повстання у 1529 році Крістіна отримала від короля завдання вести переговори зі своїм бунтівним зятем Йораном Турессоном (Тре Росор). Під час війни в Даке король наказав їй перешкодити повстанцям, які досягли Нючепінгу, придбати припаси та ув'язнити їх.
Її другий син Сванте, згідно з традицією, був заручений з її родичкою Маргарет Лейонхуфвуд, яка, однак, була домовлена вийти заміж за короля в 1536 році. Після одруження Маргарети з королем Крістіні та іншим родичам нової королеви були надані деякі привілеї, наприклад, право на частину грошей від штрафів, сплачених короні. Відзначається, що вона, очевидно, відвідувала суд під час перебування Маргарет на посаді королеви, оскільки вона, поряд з матір'ю Маргарет Еббою Еріксдоттер Вазою, часто була в списку, що займала найкращі кімнати поруч з королевою. Чи отримувала вона колись приміщення суду, невідомо. Підтверджується, що вона ненадовго була відповідальна за суд королівських дітей між смертю королеви Маргарети в 1551 році і шлюбом короля з королевою Кетріною Стенбок в 1552 році. Крістіна померла в січні 1559 року в замку Гернінгсгольм.